# Châu Thành (thị trấn thuộc Bến Tre)
Châu Thành là thị trấn huyện lỵ của huyện Châu Thành, tỉnh Bến Tre, Việt Nam.

## Địa lý
Thị trấn Châu Thành nằm ở trung tâm huyện Châu Thành, có vị trí địa lý:
- Phía đông giáp xã Phú An Hòa và xã Tân Thạch
- Phía tây giáp xã Phú Túc
- Phía nam giáp xã Tam Phước và xã Tường Đa
- Phía bắc giáp tỉnh Tiền Giang.

Thị trấn Châu Thành có diện tích 15,04 km², dân số năm 2022 là 15.604 người, mật độ dân số đạt 1.037 người/km²

## Hành chính
Thị trấn Châu Thành được chia thành 4 khu phố: 1, 2, 3, 4 và 9 ấp: An Mỹ, An Phú, An Phú Thạnh, An Thạnh, An Thới A, Phú Nhơn, Phước Thạnh, Phước Tự, Phước Xuân.

## Lịch sử
Ngày 2 tháng 12 năm 1995, Chính phủ ban hành Nghị định số 84-CP về việc thành lập thị trấn Châu Thành trên cơ sở tách một phần của xã Phú An Hòa.
Ngày 24 tháng 10 năm 2024, Ủy ban Thường vụ Quốc hội ban hành Nghị quyết số 1237/NQ-UBTVQH15 về việc sắp xếp đơn vị hành chính cấp xã của tỉnh Bến Tre giai đoạn 2023 – 2025 (nghị quyết có hiệu lực từ ngày 1 tháng 12 năm 2024). Theo đó, sáp nhập toàn bộ 11,93 km² diện tích tự nhiên và quy mô dân số là 11.486 người của xã An Khánh vào thị trấn Châu Thành.
Thị trấn Châu Thành có 15,04 km² diện tích tự nhiên và quy mô dân số là 15.604 người.

## Kinh tế - xã hội
Các ngành kinh tế chính của thị trấn là thương mại, dịch vụ, tiểu thủ công nghiệp và một bộ phận nhỏ làm nông nghiệp.
Thị trấn Châu Thành có 1 nhà máy cấp nước, 1 trường mẫu giáo đạt chuẩn và 1 trường tiểu học.
Trung tâm Y tế đã được nâng cấp và mở rộng, phục vụ tốt việc khám điều trị và phòng ngừa dịch bệnh.